# 祝你忌日快樂
是一部2019年美國科幻恐怖喜劇片，由克里斯多福·B·藍登執導和編劇，該片為2017年電影《忌日快樂》的續集。主演包括潔西卡·羅瑟、伊瑟瑞爾·布薩德、蘇瑞吉·沙瑪、莎拉·亞金（Sarah Yarkin）及露比·莫汀。該片2019年2月14日於美國上映。

## 劇情
大學生萊恩·潘於9月19日的星期二早上從自己車中醒來，回去宿舍時撞見他的室友卡特以及他前一天交到的女友崔兒·吉曼，因打擾兩人而被趕出宿舍。萊恩回到他的實驗室，跟兩個實驗搭檔薩瑪和卓莉繼續他們研製的量子反應器「西西裝置」的研究，三人得知反應器於前一天正午時自行發動過。由於他們的研究造成學校頻繁斷電，該學院院長布朗森強行命令他們的實驗收工。然而不久，萊恩突然被一位面戴娃娃面具的不明殺手殺害，隨即立刻又從當天早上的自己車中醒來。萊恩發現周圍的事物跟先前的一樣後，回到宿舍將事情告知卡特和崔兒。崔兒懷疑這跟她前一天生日時所經歷的時間輪迴非常類似，由此得知是萊恩的量子反應器造成她們兩人經歷的輪迴。崔兒和卡特決定先幫助萊恩，將殺手引誘至人多擁擠的體育館，在殺手即將下手之際將其制伏。
眾人揭下面具後卻發現殺手身為“另一個”萊恩，該萊恩解釋自己來自另一個平行宇宙，受反應器發動影響而被送到這個宇宙中，而行兇是為了防止這裡的萊恩再次發動裝置。萊恩眼看布朗森進來準備沒收他的成果，情急之下發動反應器，而反應器瞬間釋放出大型能量，震倒實驗室裡的所有人。撞昏的崔兒醒後突然發現她再度回到生日當天早上，氣憤之下命令門外的萊恩馬上將自己送回隔天，但她一路上卻發現周圍的一些事物跟自己熟知的生日當天不一樣：室友蘿莉並不想殺她，姐妹會長丹妮待人非常親切，甚至跟卡特是男女朋友。萊恩推斷崔兒受反應器影響而被送入另一個宇宙，其意識佔據此宇宙中的崔兒身體，他答應會想辦法將崔兒送回她原來的宇宙。但崔兒發現她的已故母親朱莉在這個宇宙中還活著，開心之下決定繼續留在這個宇宙中。
崔兒當晚得知連環殺手約瑟夫·圖姆還戒護在醫院，試圖跑到醫院警告警察，卻再度跟殺手正面交鋒。蘿莉這次救下崔兒一命，但不久就在崔兒面前被殺害，崔兒逃亡至屋頂後不慎墜樓身亡，再次以輪迴方式回到早上。崔兒一心想徹底逃離輪迴，又得知萊恩三人可能會耗費許多時間來完成演算法，卡特建議崔兒作為記錄者：花一天時間記錄下整體實驗進度、再重啟當天以節省工作時間。崔兒於是不情願地一次又一次地靠自殺返回原點，一次因復活次數過多而虛弱昏倒住進醫院，她搶到一把槍準備去殺圖姆，到指定病房卻發現蘿莉已經被殺。殺手再次現身伏擊她，崔兒將其槍殺後發現其身份正是圖姆，但此時她身後卻突然冒出第二個殺手，迫使崔兒開槍打爆氧氣筒來跟殺手同歸於盡。而在這次輪迴裡，萊恩小組最終找出正確的演算法，但因機件故障而只能推遲至當晚發動。
不想離開母親的崔兒決定留下來，但卡特依然奉勸她不要過著“不屬於她”的生活。崔兒陪父母住進汽車旅館以躲避殺手，但當晚從新聞上得知圖姆在醫院行兇，導致蘿莉和卡特雙雙喪命。意識到關閉輪迴會讓卡特永遠死去，崔兒再度以開車自殺來重啟當天。自從聽完卡特和母親的建議後，崔兒決定回去自己的宇宙，走前希望蘿莉能停止跟教授葛雷格的師生戀，同時還發現丹妮其實背著卡特搞外遇，並和母親過最後一次生日以不留遺憾。但反應器發動前剛好被布朗森院長沒收，眾人只好叫丹妮去扮演盲人以支開布朗森，偷走他的鑰匙開鎖取回反應器。
在萊恩準備反應器過程中，崔兒前往醫院槍殺圖姆救出蘿莉，兩人隨後又碰到第二個殺手，而崔兒識破這次殺手的真實身份是葛雷格，其行兇是為了防止他跟蘿莉的地下師生戀被妻子知道，並同樣釋放圖姆作為替罪羊。然而葛雷格之妻史黛芬妮突然現身欲槍殺第三者蘿莉並制伏崔兒。此時葛雷格趁機槍殺妻子以徹底擺脫她，崔兒逃跑至核磁共振成像室，啟動儀器使持槍的葛雷格被強力電磁鐵吸附困住，手上的螺絲刀也一同吸附過去將他刺死。事後蘿莉被送醫搶救，崔兒和她道別之後，和這宇宙的卡特吻別，反應器發動後成功將她送回原來的宇宙。
崔兒跟卡特團聚，之前出現的第二個萊恩也因此消失，但一行人隨後集體被布朗森懲罰去做義務勞動。這時，幾位隸屬DARPA的幹部突然將崔兒等人帶去一間研究機構，表示他們徵用萊恩的反應器以做進一步研究。由於該研究需要一位實驗對象，在崔兒的建議下，丹妮作為實驗對象而同樣陷入時間輪迴之中。

## 演員
| 演員                             | 角色                                        | 備註 |
| 潔西卡·羅瑟 Jessica Rothe        | 崔莉莎·「崔兒」·吉曼 Theresa "Tree" Gelbman | 女大學生，曾經於一天前的生日當天意外被殺，墮入時間輪迴的她改善自己，後來成功逃離輪迴並與卡特一起生活，這次無意間牽扯進卡特室友萊恩針對量子物理的研究，使她墮入新的“時間輪迴”裡。 |
| 伊瑟瑞爾·布薩德 Israel Broussard | 卡特·戴維斯 Carter Davis                    | 崔兒的大學同學，待人非常親切熱心，在崔兒多次經歷的輪迴中彼此相識，一步一步成為她的男友。                                                                                         |
| 飛·武 Phi Vu                     | 萊安·潘 Ryan Phan                           | 卡特的室友，原本作為崔兒生活中的“路人甲”，但他針對量子物理的實驗研究，反而間接造成崔兒所經歷的輪迴。                                                                             |
| 蘇瑞吉·沙瑪 Suraj Sharma         | 薩瑪·高許 Samar Ghosh                       | 崔兒的大學同學，物理系學生，萊恩的實驗搭檔。 |
| 莎拉·亞金 Sarah Yarkin           | 卓莉·摩根 Dre Morgan                        | 崔兒的大學同學，同是物理系學生，作為萊恩的第二實驗搭檔。 |
| 露比·莫汀 Ruby Modine            | 蘿莉·史賓格勒 Lori Spengler                 | 崔兒的前室友，作為原始殺手，但她在崔兒遊歷的平行宇宙中卻身為“受害者”。 |
| 瑞秋·麥修斯 Rachel Matthews      | 丹妮·鮑斯曼 Danielle Bouseman               | 崔兒的姐妹會會長。 |
| 史蒂夫·利西斯 Steve Zissis       | 布朗森院長 Dean Bronson                     | 萊安的學院院長，待人裝腔作勢、令人討厭，對萊恩一行人的實驗頗有微詞。 |
| 傑森·貝爾 Jason Bayle            | 大衛·吉曼 David Gelbman                     | 崔兒的父親。 |
| 蜜西·雅格 Missy Yager            | 茱莉·吉曼 Julie Gelbman                     | 崔兒已故的母親，與崔兒同一天生日，在崔兒遊歷的平行宇宙中仍然活著。 |
| 查爾斯·艾特肯 Charles Aitken     | 葛雷格·巴特勒 Gregory Butler                | 崔兒的醫科教授，背著妻子跟自己學生搞師生戀。 |
| 蘿拉·克利夫頓 Laura Clifton      | 史黛芬妮·巴特勒 Stephanie Butler            | 葛雷格的妻子。 |
| 羅布·米羅 Rob Mello              | 約瑟夫·圖姆 Joseph Tombs                    | 連環殺手，專殺年輕女性，受傷後被警方送至大學醫院中戒護 |
| 凱勒布·史比亞茲 Caleb Spillyards | 提姆·鮑爾 Tim Bauer                         | 崔兒的前約會對象之一，本人其實是同性戀者。 |
| 布雷恩·克爾三世 Blaine Kern III  | 尼克·西姆斯 Nick Sims                       | 丹妮的現任男友。 |

## 製作

### 拍攝
主要拍攝於2018年5月14日在路易斯安那州紐奧良開始進行。

## 評價
爛番茄根據160篇評論，該片新鮮度達71%，平均得分6／10。Metacritic得分57。

## 外部連結
- 互联网电影数据库（IMDb）上《祝你忌日快樂》的资料（英文）